# Пазник (растение)
Па́зник (лат. Hypochaéris) — род цветковых растений семейства Астровые. Насчитывается 75 видов.
Представители рода встречаются в Евразии и Южной Америке.

## Ботаническое описание
Многолетние травянистые растения высотой 50-100 см, с толстым вертикальным корнем, шершаво-волосистой прямым стеблем.
Цветки золотисто-жёлтые, язычковые, душистые, в корзинках, расположенных по 1—4 на верхушкам стеблей.
Плод — семянка, с хохолком из перистых волосков.

## Классификация

### Таксономия[1]
Hypochaeris  L., 1753, Sp. Pl. : 810
Род Пазник относится к семейству Астровые (Asteraceae) порядка Астроцветные (Asterales). Кладограмма в соответствии с Системой APG IV по состоянию на июнь 2023 года:
|  |                                      |  |                                   |                                   |                    |  | ещё 10 семейств |                |                |                                                               |
|  |                                      |  |                                   |                                   |                    |  |                 |                |                | 75 подтвержденных видов и 73 таксона, ожидающих подтверждения |
|  |                                      |  |                                   | порядок Астроцветные              |                    |  |                 |                | род Пазник     |                                                               |
|  |                                      |  |                                   | порядок Астроцветные              |                    |  |                 |                | род Пазник     |                                                               |
|  | отдел Цветковые, или Покрытосеменные |  |                                   |                                   | семейство Астровые |  |                 |                |                |                                                               |
|  | отдел Цветковые, или Покрытосеменные |  |                                   |                                   |                    |  |                 |                |                |                                                               |
|  |                                      |  | ещё 63 порядка цветковых растений | ещё 63 порядка цветковых растений |                    |  |                 | ещё 1787 родов | ещё 1787 родов |                                                               |
|  |                                      |  |                                   | ещё 63 порядка цветковых растений |                    |  |                 |                | ещё 1787 родов |                                                               |

### Синонимы
В синонимику рода входят следующие названия:
- Hypochoeris L. - распространенный, но нерекомендованный вариант написания научного родового названия
- Oreophila  D.Don
- Seriola L.